# Cantonul Quérigut
Cantonul Quérigut este un canton din arondismentul Foix, departamentul Ariège, regiunea Midi-Pyrénées, Franța.

## Comune
| Comune      | Populație (1999) | Cod poștal | Cod INSEE |
| ----------- | ---------------- | ---------- | --------- |
| Artigues    | 62               | 09460      | 09020     |
| Carcanières | 53               | 09460      | 09078     |
| Mijanès     | 92               | 09460      | 09193     |
| Le Pla      | 67               | 09460      | 09230     |
| Le Puch     | 30               | 09460      | 09237     |
| Quérigut    | 139              | 09460      | 09239     |
| Rouze       | 91               | 09460      | 09252     |